# کارتریج تونر

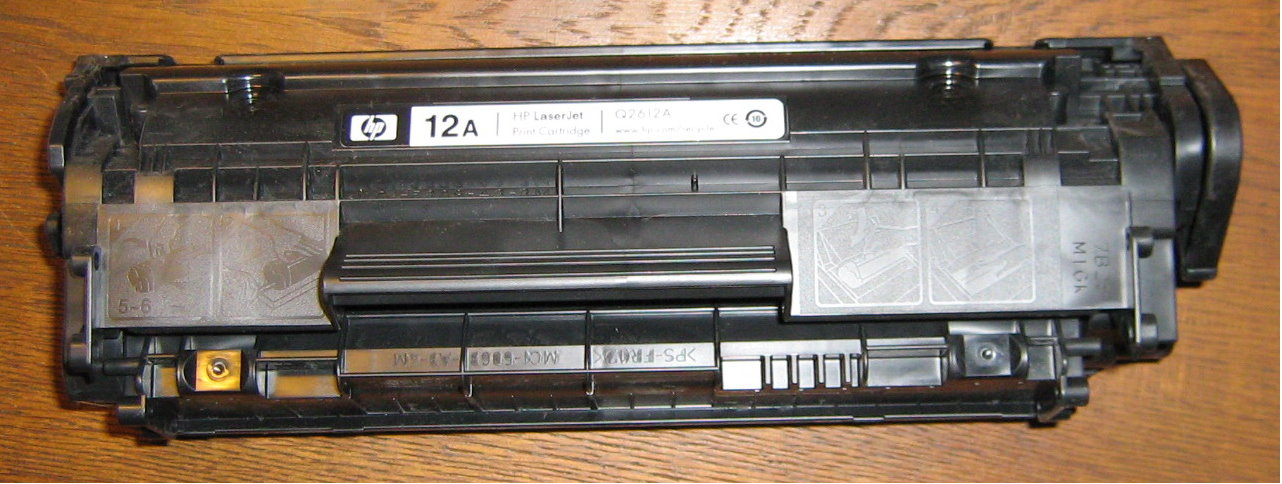
یک کارتریج تونر سیاه‌رنگ از شرکت هیولت پاکارد (HP).

کارتریج تونر (به انگلیسی: Toner cartridge) یا لیزر تونر (به انگلیسی: laser toner) یا کارتریج لیزری یکی از اجزای مصرف شدنی پرینتر لیزری است که شامل پودر تونر می‌باشد. تونر به وسیلهٔ شارژ الکترواستاتیک درام و گداختن آن با غلتک بر روی کاغذ در مدت زمان انجام پرینت، روی کاغذ چاپ می‌شود.